# Skanderborg
Skanderborg é um município da Dinamarca, localizado na região central, no condado de Arhus.
O município tem uma área de 143,22 km² e uma  população de 21 745 habitantes, segundo o censo de 2003.
Skanderborg é uma cidade média histórica, localizada na zona Este da parte continental da Dinamarca. Outrora uma zona de caça nos séculos XII-XVI para os reis dinamarqueses, Skanderborg é atualmente mais conhecida pelo seu festival anual de música, o "Festival Mais Bonito da Dinamarca".
Localizada a 30 km de três grandes cidades, incluindo a segunda cidade da Dinamarca Aarhus, a sua população de 58000 tem crescido. O município compreende várias zonas urbanas bem como florestas e áreas agrícolas, e faz parte da área metropolitana de Este Jutland com 1.2 milhões de habitantes. 